# Aleksander Bohatkiewicz
Aleksander Wiktor Bohatkiewicz (ur. 20 września 1795 we wsi Śliżewo, zm. 1833 w Postawach) – bibliograf i bibliotekarz.

## Życiorys
Syn Michała Bohatkiewicza i Marcjanny z Rudzińskich. Absolwent Wydziału Literatury i Nauk Wyzwolonych Cesarskiego Uniwersytetu Wileńskiego, był pracownikiem Biblioteki Uniwersytetu Wileńskiego w latach 1819-1831
Prowadził w latach 1828-1830 wykłady z bibliografii na Cesarskim Uniwersytecie Wileńskim którego był adiunktem, utrzymywał korespondencję z Joachimem Lelewelem, zrzeszony był w Towarzystwie Filomatów.
Zmarł w mieście Postawy w 1833 roku opuszczony i zapomniany zdradzając pod koniec życia objawy choroby psychicznej.

## Literatura dodatkowa
- Michał Brensztejn: Bohatkiewicz Aleksander. W: Polski Słownik Biograficzny. T. 2: Beyzym Jan – Brownsford Marja. Kraków: Polska Akademia Umiejętności – Skład Główny w Księgarniach Gebethnera i Wolffa, 1936, s. 220–221. Reprint: Zakład Narodowy im. Ossolińskich, Kraków 1989, ISBN 83-04-03291-0.